# Eli Rosenbaum
Eli M. Rosenbaum (geboren 1955) ist ein amerikanischer Jurist und ehemaliger Beamter. Bis zu seiner Pensionierung 2024 war er Direktor für Strategie und Politik der Human Rights and Special Prosecutions Section (HRSP) des Justizministeriums der Vereinigten Staaten. Er war auch Chefsyndikus und Chefanwalt des Jüdischen Weltkongresses sowie seit 1979 der offizielle „Nazi-Jäger“ der USA.

## Leben
Eli Rosenbaum studierte an der Wharton School der University of Pennsylvania und schloss mit summa cum laude als MBA ab. Bis 1980 studierte er weiter an der Harvard Law School. Von 1980 bis 1984 arbeitete er als Prozessanwalt, und ab 1988 als Principal Deputy Director für die Abteilung Office of Special Investigations (OSI) des Justizministeriums. Seit 1995 ist er Direktor des OSI. Das OSI war eine 1979 gegründete und dem Justizministerium der Vereinigten Staaten unterstellte Behörde, welche die Fahndung und Strafverfolgung nationalsozialistischer Kriegsverbrecher durchführte, die in die Vereinigten Staaten eingewandert sind. Im März 2010 wurde das OSI mit einer anderen Abteilung des Justizministeriums zur Human Rights and Special Prosecutions Section (HRSP) verschmolzen, mit Rosenbaum als Direktor für Strategie und Politik.
Rosenbaum war außerdem Anwalt und später Chefsyndikus und Chefanwalt des Jüdischen Weltkongresses (WJC).

## Waldheim-Affäre
Der Jüdische Weltkongress (WJC) engagierte sich 1986 maßgeblich für eine Untersuchung der Vergangenheit des damaligen österreichischen Präsidentschaftskandidaten und ehemaligen Generalsekretärs der Vereinten Nationen, Kurt Waldheim. Als bereits gewählter österreichischer Bundespräsident wurde Waldheim vor allem auf Betreiben des WJC in den USA 1987 auf die Watch List gesetzt, was ein Einreiseverbot für ihn als Privatperson bedeutete. Der in den Medien oft als „Nazi-Jäger“ bezeichnete Simon Wiesenthal nahm gegenüber Waldheim eine differenzierte Haltung ein und forderte stattdessen eine Historikerkommission. Diese wurde von der österreichischen Regierung eingesetzt und kam zu dem Schluss, dass Waldheim keine persönliche Schuld an Kriegsverbrechen trage, ihm aber Mitwisserschaft von Deportationen griechischer Juden und das Verschweigen und Beschönigen seiner Tätigkeiten während des Krieges anzulasten seien. Die Vorgehensweise des WJC und Eli Rosenbaums wurde unter den in Österreich lebenden Juden als „überaus unglücklich“ kritisiert.
1993 veröffentlichte Rosenbaum zusammen mit William Hoffer ein Buch über seine Ermittlungen in der Waldheim-Affäre, in dem er Wiesenthal beschuldigte, vorsätzlich für den Wahlsieg Waldheims gesorgt zu haben. Außerdem beschuldigte er Wiesenthal, inkompetent und egomanisch zu sein und statt der angegebenen 1200 vielleicht weniger als zehn Täter überführt zu haben.

## Schriften
- Eli Rosenbaum, William Hoffer: Betrayal: The Untold Story of the Kurt Waldheim Investigation and Cover-Up. St. Martin’s Press, New York 1993, ISBN 0-312-08219-3.